# Наникен
Наникен (англ. Naniken, ирл. An Nainicín) — небольшая река на северной стороне города Дублина, Ирландия. Она заключена в трубы на протяжении большей части своего верхнего течения, и открыта в нижнем течении.
Река течёт между Сантри и Баллимуном, проходит через Бомонт и Артейн и течёт в Рахени. В Рахени река становится одной из особенностей парка святой Анны, проходит через дублинский дендрарий; она украшена несколькими декоративными мостами, образует утиный пруд.
Во избежание наводнений между реками Наникен и Сантри есть дренажная система.
Река упоминается в книге Родди Дойла «Звезда по имени Генри».